# Garmisch-Partenkirchen

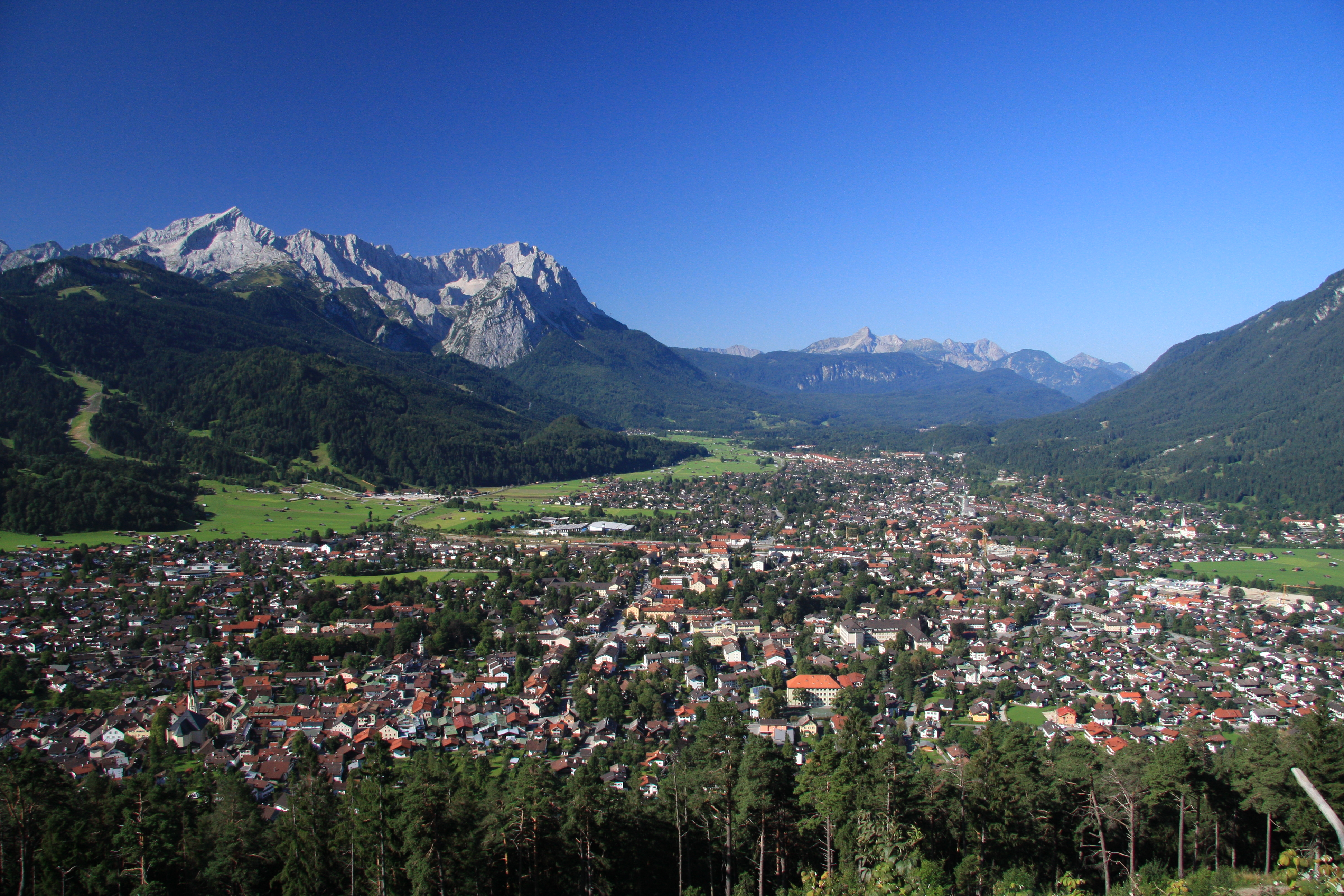
Garmisch-Partenkirchen l'any 2009.

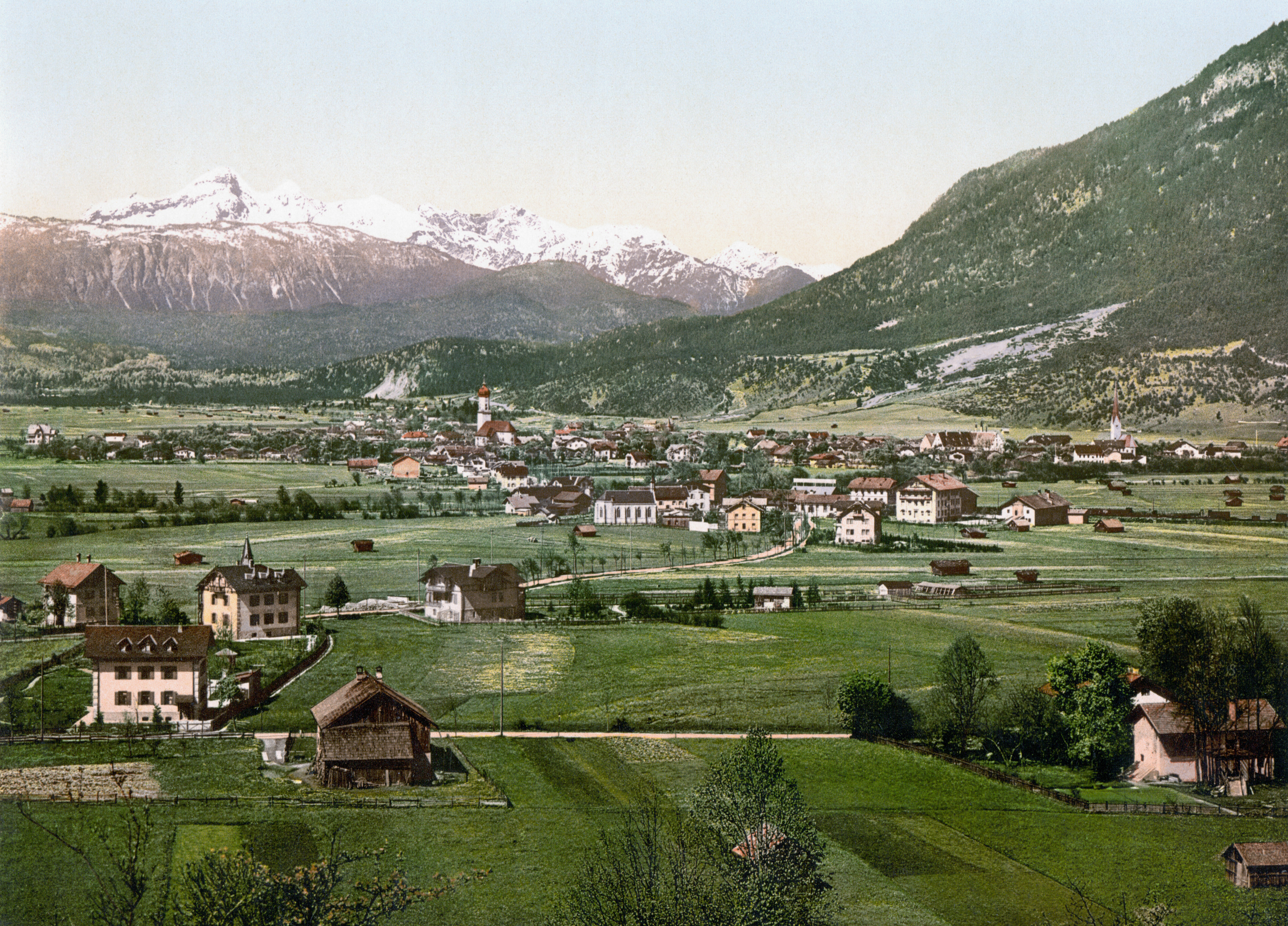
Vista de Garmisch-Partenkirchen vers l'any 1900.

Garmisch-Partenkirchen és una ciutat d'Alemanya situada a l'estat de Baviera i prop de la frontera amb Àustria. Amb 26.112 habitants és la capital del districte de Garmisch-Partenkirchen.

## Història
Garmisch i Partenkirchen foren dues ciutats separades durant molts segles, i avui dia encara mantenen força diferències en la identitat. Partenkirchen té el seu origen en la ciutat romana de Partanum, establiment en la ruta comercial de Venècia a Augsburg i s'esmenta per primera vegada l'any 15 dC. El seu carrer principal, Ludwigsstrasse, segueix la via romana. Per la seva part, Garmisch és esmentada per primera vegada uns 800 anys més tard com Germaneskau (en català: "Barri alemany"), el que suggereix que en algun moment una tribu teutònica s'assentà a l'extrem occidental de la vall.
La vall va esdevenir domini del bisbe de Freising i es regí per un representant del bisbe conegut com a Pfleger (en català: cuidador o director) del castell de Werdenfels, situat al nord de Garmisch.
El descobriment d'Amèrica al llindar del segle xvi va donar lloc a un auge en el transport marítim i una forta disminució en el comerç per via terrestre, que va sumir a la regió al llarg de segles una depressió econòmica. La vall era pantanosa, i de difícil explotació. Ossos, llops i linxs van ser una constant amenaça per al bestiar. La població va patir epidèmies periòdiques, incloent-hi diversos brots greus de pesta bubònica, que unit a les males collites finalitzà a vegades amb una caça de bruixes. Destacà en aquesta caça de bruixes el període entre 1589 i 1596, moment en què van ser enviades a la mort 63 víctimes.
El Castell de Werdenfels fou on es van celebrar la majoria de judicis i on foren executades les víctimes, convertint-se en un objecte d'horror i de supersticions que va ser abandonat al segle xvii. Va ser enderrocada en gran part el 1750 i les seves pedres utilitzades per construir l'església barroca Neue Kirche (en català: "Església Nova") a Marienplatz, que es va completar el 1752 i que substituí la gòtica Alte Kirche (en català: "Església Vella").
Les poblacions de Garmisch i Partenkirchen van romandre separades fins que els seus respectius alcaldes es van veure forçats per Adolf Hitler a unir el seu mercat l'any 1935 en previsió de la realització dels Jocs Olímpics d'Hivern de 1936. Avui en dia Garmisch és la part moderna de la ciutat mentre Partenkirchen ofereix encara força restes del passat, especialment destacat pels seus carrers amb llambordes.
Durant el règim nazi s'instal·là a la ciutat un subcamp de concentració depenent de Dachau.
En aquesta ciutat va néixer Michael Ende, autor del llibre La història interminable; i va morir Richard Strauss.

## Esports

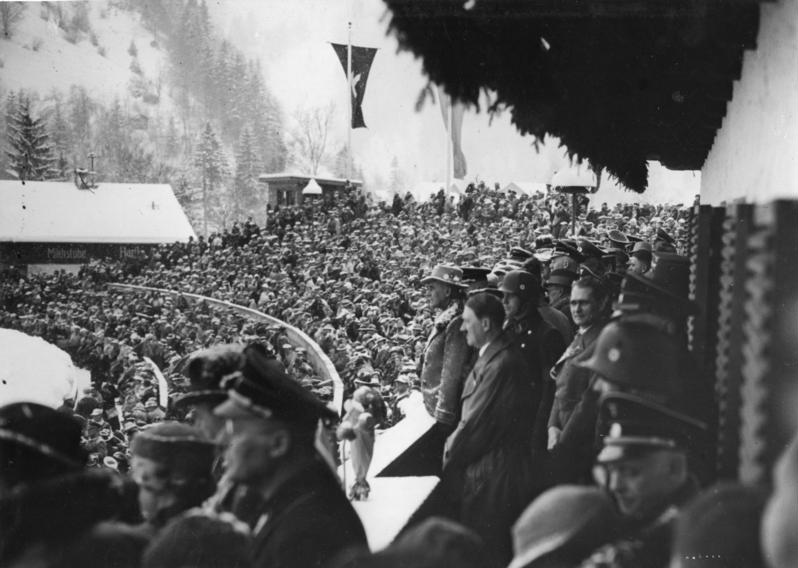
Vista parcial de la inauguració dels Jocs Olímpics d'Hivern de 1936 per part d'Adolf Hitler.

L'any 1936 va ser escenari dels Jocs Olímpics d'Hivern de 1936, i va arribar a ser seu oficial dels Jocs Olímpics d'Hivern de 1940, encara que a causa de la Segona Guerra Mundial no van arribar a celebrar-se. Així mateix, el 7 de desembre de 2007 es va anunciar que Garmisch-Partenkirchen optaria a celebrar els Jocs Olímpics d'Hivern de 2018 dintre de la candidatura de Múnic. Al llarg de la seva història com a seu d'esports hivernals ha allotjat el Campionat del Món d'Esquí Alpí els anys 1978 i el 2011.
Tradicionalment se celebra una competició de salt amb esquís cada primer de gener, que forma part del Torneig dels Quatre Trampolins.

## Personalitats lligades a la ciutat
- Michael Ende, autor de La història interminable.
- Magdalena Neuner, hexacampiona mundial de biatló i campiona olímpica.
- Rosi Mittermaier, exesquiadora, doble medallista olímpica.
- Hans-Joachim Stuck, pilot de carreres.
- Hermann Levi, director d'orquestra i compositor.
- Richard Strauss, director d'orquestra i compositor.
- Karl Popper, filòsof.